# 디도인

디도이인의 상징기

디도인(Dido)은 디도이인(Didoi, Дидойцы)나 체즈인(Tsez, цезы 체스인)이라고도 하며, 다게스탄 남서부의 춘틴스키군에 주로 거주하는 북캅카스 민족이다. 북동캅카스어족 계통의 디도어를 사용하며 수니파 이슬람교를 믿는다. 2021년 인구조사 기준 민족 인구는 14,881명이다.

## 같이 보기
- 아바르인
- 안디인